# Мидлберг (Флорида)
Мидлберг (англ. Middleburg) — статистически обособленная местность, расположенная в округе Клей (штат Флорида, США) с населением в 13 008 человек по статистическим данным переписи 2010 года.
Некоторое время город исполнял функции административного центра округа.

## География
По данным Бюро переписи населения США, статистически обособленная местность Мидлберг имеет общую площадь в 47,4 квадратных километров, водных ресурсов в черте населённого пункта не имеется.
Статистически обособленная местность Мидлберг расположена на высоте 10 м над уровнем моря.

## Демография
| Год переписи        | Нас.  |  | %±    |
| ------------------- | ----- |  | ----- |
| 1990                | 6233  |  | —     |
| 2000                | 10338 |  | 65,9% |
| 2010                | 13008 |  | 25,8% |
| 1990–2010 источник: |       |  |       |

По данным переписи населения 2000 года в Мидлбергe проживало 10 338 человек, 2843 семьи, насчитывалось 3485 домашних хозяйств и 3653 жилых дома. Средняя плотность населения составляла около 218,1 человек на один квадратный километр. Расовый состав населённого пункта распределился следующим образом: 93,17 % белых, 3,23 % — чёрных или афроамериканцев, 0,72 % — коренных американцев, 0,63 % — азиатов, 0,05 % — выходцев с тихоокеанских островов, 1,57 % — представителей смешанных рас, 0,64 % — других народностей. Испаноговорящие составили 2,57 % от всех жителей статистически обособленной местности.
Из 3485 домашних хозяйств в 44,1 % воспитывали детей в возрасте до 18 лет, 66,2 % представляли собой совместно проживающие супружеские пары, в 10,3 % семей женщины проживали без мужей, 18,4 % не имели семей. 13,6 % от общего числа семей на момент переписи жили самостоятельно, при этом 3,7 % составили одинокие пожилые люди в возрасте 65 лет и старше. Средний размер домашнего хозяйства составил 2,97 человек, а средний размер семьи — 3,23 человек.
Население статистически обособленной местности по возрастному диапазону по данным переписи 2000 года распределилось следующим образом: 30,9 % — жители младше 18 лет, 8,2 % — между 18 и 24 годами, 31,9 % — от 25 до 44 лет, 22,5 % — от 45 до 64 лет и 6,6 % — в возрасте 65 лет и старше. Средний возраст жителей составил 34 года. На каждые 100 женщин в Мидлбергe приходилось 100,1 мужчин, при этом на каждые сто женщин 18 лет и старше приходилось 97,7 мужчин также старше 18 лет.
Средний доход на одно домашнее хозяйство статистически обособленной местности составил 45 722 доллара США, а средний доход на одну семью — 48 434 доллара. При этом мужчины имели средний доход в 32 348 долларов США в год против 23 498 долларов среднегодового дохода у женщин. Доход на душу населения статистически обособленной местности составил 45 722 доллара в год. 7,1 % от всего числа семей в населённом пункте и 9,2 % от всей численности населения находилось на момент переписи населения за чертой бедности, при этом 13,9 % из них были моложе 18 лет и 5,3 % — в возрасте 65 лет и старше.
По данным переписи 2010 года в Мидлберге проживали 13 008 человек.